# 8958 Старґезер
8958 Старґезер (8958 Stargazer) — астероїд головного поясу, відкритий 23 березня 1998 року.
Тіссеранів параметр щодо Юпітера — 3,359.